# Sân bay quốc tế Chetumal
Sân bay quốc tế Chetumal (IATA: CTM, ICAO: MMCM) là một sân bay quốc tế nằm ở Chetumal, Quintana Roo, México. Sân bay này kết nối các tuyến nội địa và quốc tế với thành phố Chetumal. Đơn vị vận hành sân bay này là Aeropuertos y Servicios Auxiliares, một công ty quốc doanh liên bang Mêhicô.

## Các hãng hàng không và các tuyến điểm
- ALMA de Mexico (Cancún)
- Aviacsa (Thành phố Mexico)
- Mexicana
  - Click Mexicana (Ciudad Mexico)